# Neozygentoma
Neozygentoma – podrząd owadów z podgromady Dicondylia i rzędu rybików.
Rybiki te wyróżniają się głową pozbawioną przyoczek.
Należą tu prawie wszystkie znane gatunki rybików, zgrupowane w 2 infrarzędy i 5 rodzin:
- infrarząd: †Parazygentoma
  - rodzina: †Lepidotrichidae
- infrarząd: Euzygentoma
  - Ateluridae
  - Lepismatidae – rybikowate
  - Maindroniidae
  - Nicoletiidae

Najstarsze szczątki przedstawicieli tego podrzędu zostały odnalezione w datowanym na alb birmańskim bursztynie i należą do Burmalepisma cretacicum z rodziny rybikowatych.